# Čegrane
Čegrane (in albanese Çegrani, in macedone Чегране) è un centro abitato della Macedonia del Nord.

## Storia
All'inizio del XIX secolo Čegrane era un villaggio prevalentemente albanese nel Gostivarska Nahiya di Tetovo dell'Impero ottomano. Secondo le statistiche di Vasil Kanchov (Macedonia, etnografia e statistica), nel 1900, Čegrane aveva 800 abitanti musulmani albanesi. Nel 1913, il villaggio passò sotto il controllo del Regno di Serbia insieme al resto della Macedonia. Nel 1929, Čegrane era il centro del comune di Gornopolozhkiya di cinque villaggi.

### La guerra del Kosovo
Durante la guerra in Kosovo, venne istituito un imponente campo per rifugiati etnici albanesi dall'Alto Commissariato delle Nazioni Unite per i rifugiati, la Federazione internazionale delle società della Croce Rossa e della Mezzaluna rossa e le ONG locali. L'area era stata usata come discarica di rifiuti, ma i livelli che avevano tagliato la ripida collina erano pieni di file di migliaia di tende. Nel 2003, il villaggio venne ammesso al comune di Gostivar.